# (4308) Magarach
(4308) Magarach est un astéroïde de la ceinture principale.

## Description
(4308) Magarach est un astéroïde de la ceinture principale. Il fut découvert le 9 août 1978 à Naoutchnyï par Nikolaï Tchernykh. Il présente une orbite caractérisée par un demi-grand axe de 2,68 UA, une excentricité de 0,20 et une inclinaison de 10,9° par rapport à l'écliptique.

## Compléments